# Александров, Николай Фомич
 Никола́й Фоми́ч Алекса́ндров (21 октября 1851, Орёл — 14 октября 1915, Петроград) — русский инженер-генерал (29.03.1909), герой Китайского похода 1900—1901 гг. и русско-японской войны 1904—1905 гг.

## Биография
Родился в Орле в семье преподавателя рисования. Первоначальное образование получил в Орловской гимназии и военно-чертежной школе. В 1871 году окончил II Константиновское военное училище в чине подпоручика со старшинством от 11 августа, а в следующем году был зачислен в чине прапорщика в лейб-гвардии Литовский полк со старшинством со 2 сентября 1872 года. Во время службы в полку был произведен в чин подпоручика гвардии со старшинством с 30 августа 1874 года и поручика со старшинством с 17 августа 1876 года. В 1874—1877 годах обучался в Николаевской инженерной академии, которую окончил по первому разряду с переименованием в штабс-капитаны и назначением в Бендерское крепостное управление. В 1879 году произведен в чин капитана со старшинством с 1 апреля и переводом в Амурскую инженерную дистанцию. 19 марта 1881 года назначен начальником дистанции с производством в чин подполковника со старшинством с 28 марта 1882 года и в 1886 году «за отличие» был произведен в чин полковника со старшинством с 13 апреля. 18 марта 1896 года назначен начальником инженеров Приамурского ВО с производством «за отличие» в чин генерал-майора со старшинством с 14 мая того же года.
10 февраля 1898 года назначен начальником инженеров Приамурского военного округа и в 1900—1901 годах принял участие в Китайском походе. Находясь в распоряжении генерала Грибского участвовал в переправе через Амур у Благовещенска; движении с боем от деревни Хэран-Тун к деревне Колушан, где командовал боевой частью и взял укрепленную позицию у последней деревни; дальнейшем движении отряда к городу Айгуню. В 1901 году награждён орденом Святого Станислава 1-й степени с мечами, а в следующем году «за отличие» произведен в чин генерал-лейтенанта со старшинством с 6 декабря.
С началом русско-японской войны 23 апреля 1904 года был назначен инспектором инженеров 1-й Маньчжурской армии, а 2 сентября 1905 года — главным инспектором инженерной части при главнокомандующем сухопутными и морскими силами, действующими против Японии. Высочайшими приказами от 4 и 5 марта 1905 года был награждён «За отличия в делах против японцев» орденом Святого Владимира 2-й степени с мечами и «За отлично-усердную службу и труды, понесенные во время военных действий» — орденом Святой Анны 1-й степени с мечами. Также в 1905 году был награждён орденом Белого орла с мечами.
15 октября 1906 года назначен начальником инженеров Виленского военного округа. 27 ноября 1908 года назначен комендантом Ковенской крепости, уже 6 января следующего года товарищем генерал-инспектора по инженерной части. 2 августа того же года назначен начальником Главного инженерного управления с производством «за отличие» в чин инженер-генерал со старшинством от 29 марта. 6 декабря 1911 года награждён орденом Святого Александра Невского. С 21 декабря 1913 года и до самой смерти занимал должность генерал-инспектора по инженерной части, являясь одновременно в 1915 года исправляющим должность начальника Главного Военно-Технического управления. Высочайшим приказом от 22 марта 1915 года пожалованы алмазные знаки к ордену Святого Александра Невского.

## Награды
- Орден Святого Станислава 3-й степени (1880)
- Орден Святой Анны 3-й степени (1883)
- Орден Святого Станислава 2-й степени (1889)
- Орден Святой Анны 2-й степени (1892)
- Орден Святого Владимира 4-й степени (1895)
- Орден Святого Владимира 3-й степени (1899)
- Орден Святого Станислава 1-й степени с мечами (1901)
- Орден Святой Анны 1-й степени с мечами (1905)
- Орден Святого Владимира 2-й степени с мечами (1905)
- Орден Белого орла с мечами (1905)
- Орден Святого Александра Невского (06.12.1911)
- Алмазные знаки к ордену Святого Александра Невского (22.03.1915)

## Семья
В 1903 году женился на выпускнице Высших женских бестужевских курсов, преподавательнице женской гимназии Марии Алексеевне Постниковой. В браке родились дочери Анна, Татьяна и Мария.